# Langemark-Poelkapelle
Langemark-Poelkapelle – miejscowość i gmina (gemeente) w północno-zachodniej Belgii, w Regionie Flamandzkim, w prowincji Flandria Zachodnia, w okręgu Ieper. 1 stycznia 2024 liczyła 8100 mieszkańców.

## Podział administracyjny
W skład gminy wchodzą trzy dzielnice (deelgemeente):
- Bikschote (Bixschoote)
- Langemark
- Poelkapelle (Poelcappelle)